# Carter Warren
Carter Saint Warren (Paterson, 19 gennaio 1999) è un giocatore di football americano statunitense che milita nel ruolo di offensive tackle per i New York Jets della National Football League (NFL).

## Carriera

### New York Jets
Warren al college giocò a football a Pittsburgh, venendo inserito nella seconda formazione ideale della Atlantic Coast Conference nel 2021. Fu scelto nel corso del quarto giro (120º assoluto) del Draft NFL 2023 dai New York Jets. Debuttò come professionista subentrando nella gara del settimo turno contro i New York Giants giocando due snap negli special team. La sua prima stagione si chiuse con 8 presenze, di cui 5 come titolare.